# لوکزا
لوکزا (به استونیایی: Loksa) یکی از شهرهای کشور استونی است.
این شهر در سال ۲۰۱۱ میلادی ۲٬۷۵۹ نفر جمعیت داشته است.

## نگارخانه

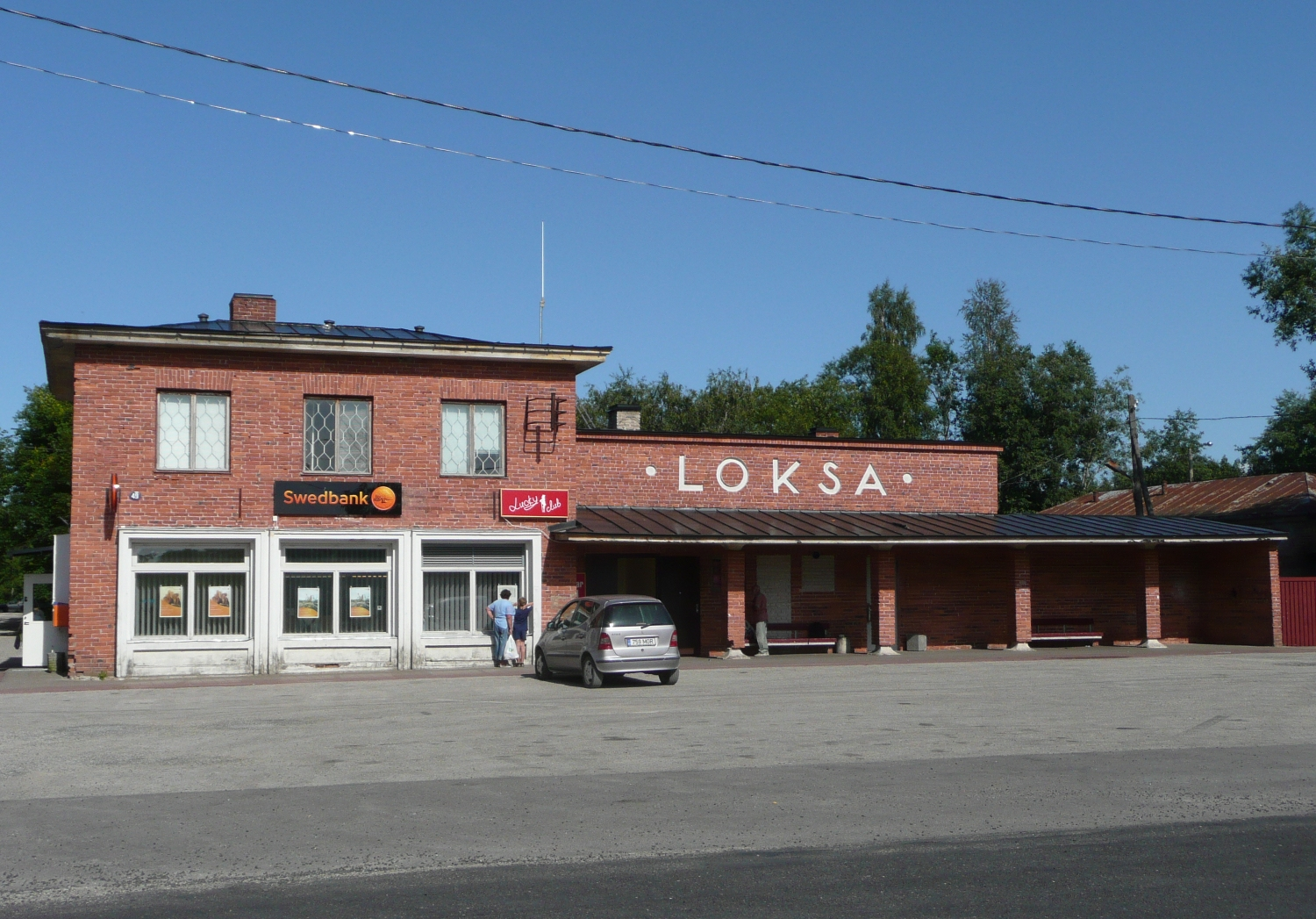
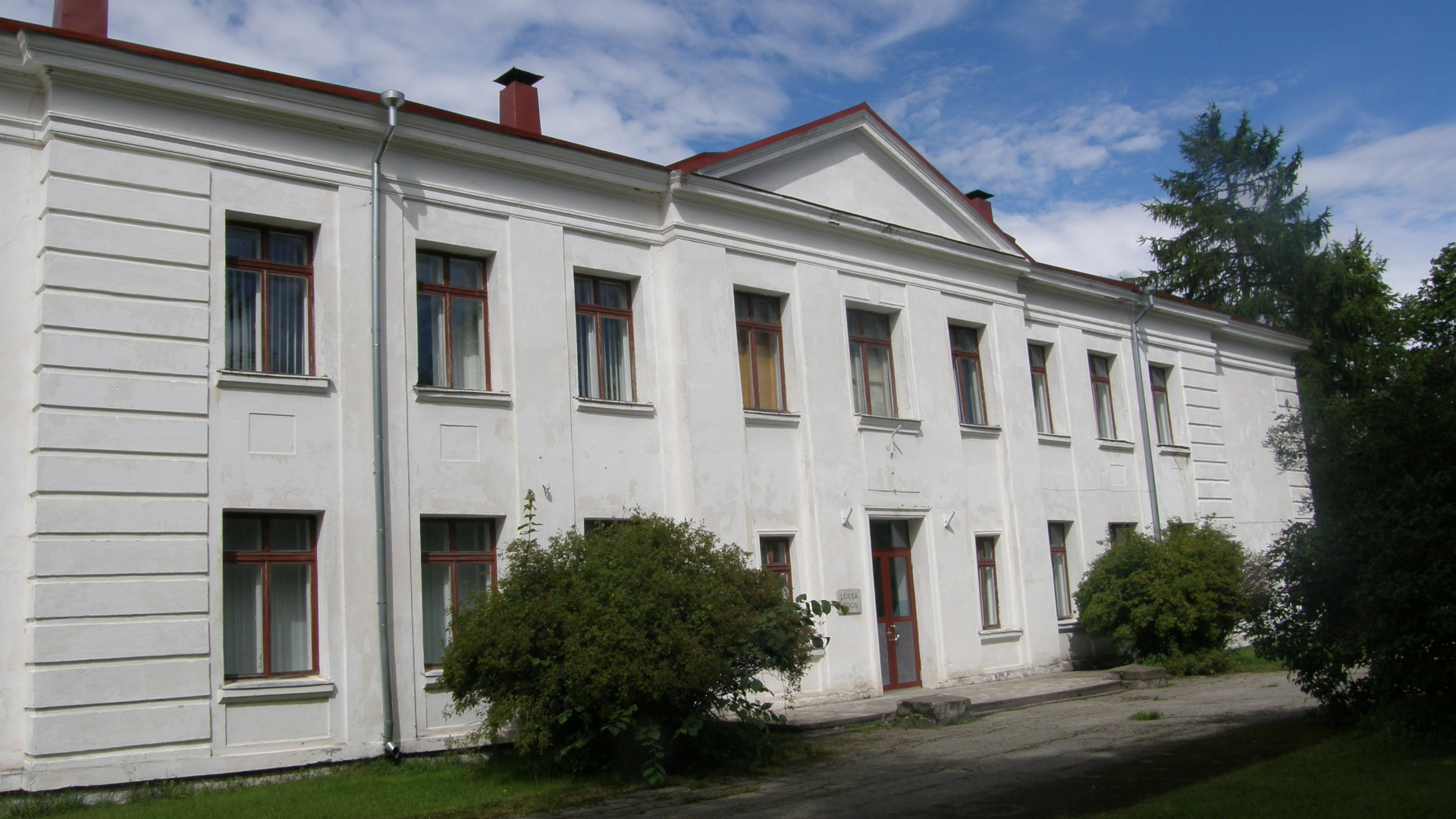
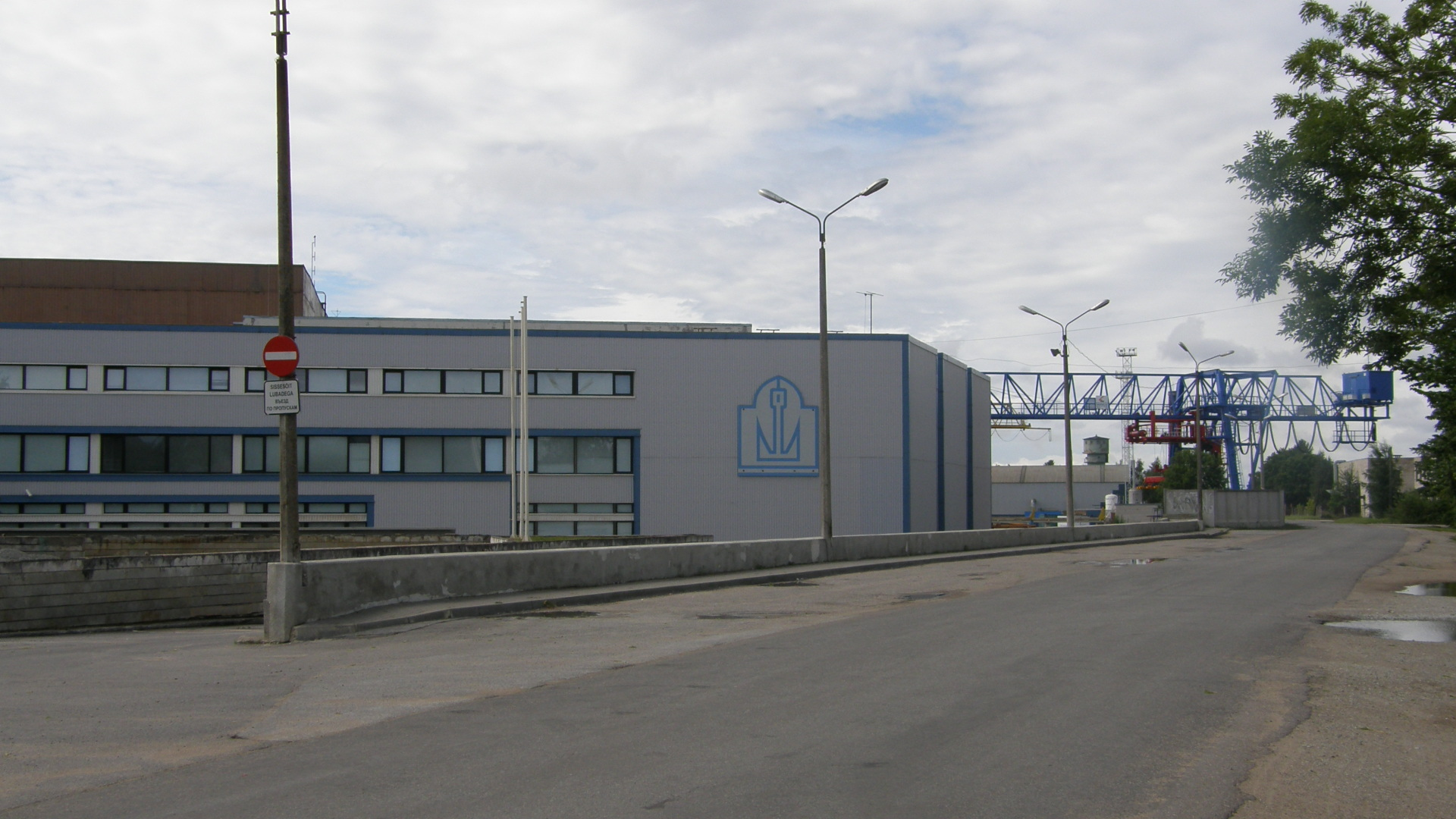
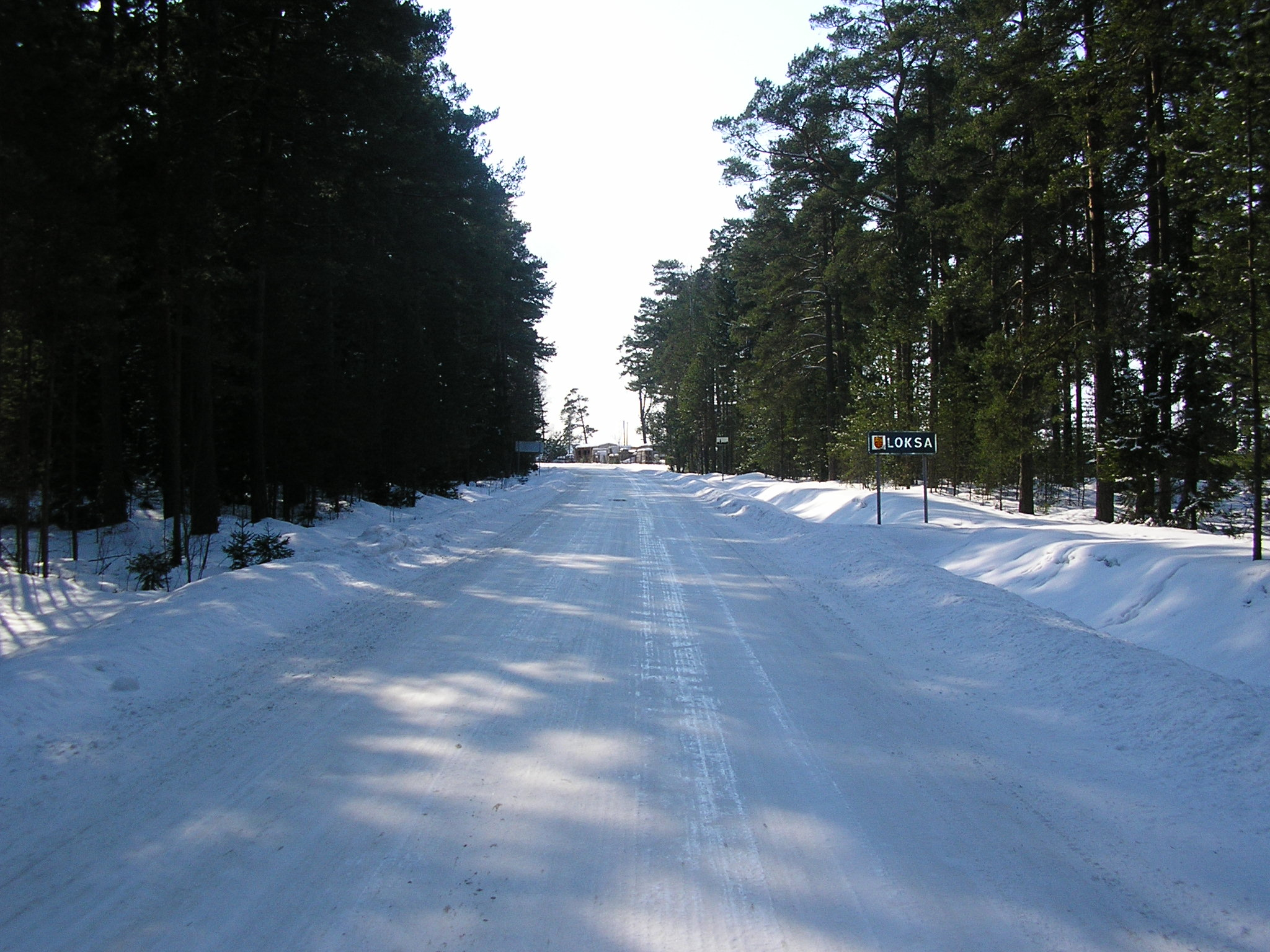